# Allenville (Misuri)
Allenville es una villa ubicada en el condado de Cape Girardeau en el estado estadounidense de Misuri. En el Censo de 2010 tenía una población de 116 habitantes y una densidad poblacional de 288,95 personas por km².

## Geografía
Allenville se encuentra ubicada en las coordenadas 37°13′19″N 89°45′20″O / 37.22194, -89.75556. Según la Oficina del Censo de los Estados Unidos, Allenville tiene una superficie total de 0.4 km², de la cual 0.4 km² corresponden a tierra firme y (0%) 0 km² es agua.

## Demografía
Según el censo de 2010, había 116 personas residiendo en Allenville. La densidad de población era de 288,95 hab./km². De los 116 habitantes, Allenville estaba compuesto por el 99.14% blancos, el 0% eran afroamericanos, el 0% eran amerindios, el 0% eran asiáticos, el 0% eran isleños del Pacífico, el 0% eran de otras razas y el 0.86% pertenecían a dos o más razas. Del total de la población el 0% eran hispanos o latinos de cualquier raza.